# 祖博韋
48°48′57″N 36°23′3″E / 48.81583°N 36.38417°E
祖博韋（烏克蘭語：Зубове）是位於烏克蘭東部的村莊，由哈爾科夫州洛佐瓦區的布利茲紐基市鎮負責管轄。該村處於大捷爾尼夫卡河畔，始建於1850年，面積0.13平方公里，海拔高度120米，2001年人口33。